# F/A-18E/F супер хорнет
F/A-18E/F супер хорнет је амерички двомоторни (два Џенерал електрик F404) вишенамјенски борбени авион, предвиђен је за оперативну употребу са носача авиона. F/A-18E/F супер хорнет је већа и напреднија варијанта F-18C/D хорнета, од кога је наследио само спољни изглед. F/A-18E је једносед, а F/A-18F је двосед. Супер хорнет поседује оружје интерни ротациони топ M61 калибра од 20 mm и ракете ваздух-ваздух и ваздух-тло. Додатно гориво може носити у до пет спољних резервоара, а може се допуњавати са горивом и у току лета. Супер хорнет је полетео 1995. године, а потпуна серијска производња је започела у септембру 1997. године. Уведен је у оперативну употребу у Америчкој морнарици, 1999. године, уместо старијих F-14 томкет, и користи се заједно са својим предком Хорнетом. Аустралија је 2007. године наручила Супер хорнете како би заменила застареле F-111, а увели су их у оперативну употребу у децембру 2010. године.

## Ток програма

### Порекло
Супер хорнет је настао репројектом F/A-18 хорнета. Јединствена је аеродинамичка конфигурација крила и репних површина. Порекло Супер хорнета се може пратити уназад до Нортроповог пројекта YF-17 у оквиру конкурса за лаки ловац, где је победио YF-16 (F-16 Фајтинг фалкон). Морнарица се није сложила да F-16 Фајтинг фалкон буде и морнарички лаки ловац, већ је одредила да се за њих репројектује YF-17 у већи F/A-18 хорнет, који ће да испуни услове вишенаменског ловца за допуну могућности већег F-14 томкета у оперативној употреби супериорности у ваздушном простру, као употпуњена одбрамбена флота пресретача. F/A-18 хорнет се показао ефикасним, али са ограниченим тактичким радијусом. Његов пројекат је проширен у Супер хорнет, повећаног тактичког радијуса, чија је маса (празан опремљен) мало већа од F-15C.
Концепт повећаног Хорнета, први је на тржишту предложио Макдонел Даглас, 1980. године, као Хорнет 2000. Исти је заснован на унапређењу F/A-18 хорнета са повећаним крилом и дужим трупом, за смештај више горива и уградњом јачих мотор. У јануару 1988. године, студија Хорнет 2000 је званично најављена. Истовремено, Америчко ратно ваздухопловство и Америчка ратна морнарица се суочавају са бројним проблемима. Развој А-12 авенџера II је обустављен, који је требало да замени застареле А-6 интрудер и А-7 корсер II, пошто је налетео на озбиљне проблеме. Крај Хладног рата довео је до периода резова војних буџета и значајном њиховом рестрикцијом. Морнарица је сматрала да је ажурирање постојећег пројекта као рационалним приступом. Као алтернатива А-12, Макдонел Даглас је предложио Супер хорнет (првобитно се звао Хорнет II), као побољшање успешног постојећег стандарда F/A-18 хорнет, који би могао послужити као замена за А-6 интрудер.

### Развој
Супер хорнет је првенствено наручен од Америчке морнарице, у 1992. години, да би делимично заменио F-14 томкет у оперативној употреби. Све варијанте морнаричких борбених авиона, из породице Хорнет, биће у оперативној употреби до увођења авиона F-35C лајтнинг II. Задржана је ознака F/A-18 да програм буде лакше одобрен од Конгреса, као варијанта постојећег, па је мали ризик, иако је Супер хорнет углавном нов авион. Основни Хорнет и Супер хорнет деле многе карактеристике, укључујући авионске, избацивање седишта, радар, наоружање, рачунарски софтвер мисија и одржавање / оперативних процедура. Почетни F/A-18E/F задржале већину система од F/A-18C/D, за конфигурацију у то време.
Супер хорнетје полетео 29. новембра 1995. године. Развој прототип F/A-18E се одвијао у 1995. години, а његово испитивање у лету 1996. године. Полетање и слетање на носач авиона је спроведен 1997. године.
Супер хорнет је наставио са развојем. Тај такозвани „спирални развој“ је примаран при сваком новом уговарању набавке система наоружања, увек се траже тренутно могућа побољшања. У тим фазама, „спиралног развоја“ обезбеђена је способност електронског ратовања. Доградњом пројекта Супер хорнета повећана му моћ преживљавања у сразмери са развојем претњи. Други системи и подсистеми варијанти авиона F/A-18А / B / C / D / E / F, такође ће бити од значајног интереса за будуће „спиралне програме“. Мотори Џенерал Електрик Ф414-ГЕ-400 су уграђени у основни авион Супер хорнет. На касније варијанте авиона F/A-18C/D, они су замењени са моторима F400-GE-402, бољих перформанси.
Верзије авиона F/A-18E/F, из лансиране партије (лота) производње 25, оплемењене су новим подсистемима за противелектронску заштиту. Подсистем је настао даљим развојем од претходно примењеног на авионима варијанти F/A-18А / B / C / D. Примењен је доказани ометач АЛК-165, а сада је ретроактивно укључен и у авионе F/A-18C / D. Додатна заштита је обезбеђена и са пасивним подсистемом АЛЕ-50, вученим контејнером са мамцима. Супер хорнет, из побољшане партије 25, имао је свој први лет у августу 2002. године, са дугом листом унапређења, односно нових функција.

### Испитивање
Конгрес је одобрио, 1995. године, почетну производњу прототипова авиона F/A-18 E/F супер хорнет, како би се омогућило његово опсежно оперативно испитивање и оцењивање. Морнарички пилоти су их испитивали, 1995. године, у различитим сложеним тактичким мисијама, које представљају могуће оперативне сцене, како би се омогућило детаљно и мениторно оперативно оцењивање.
У марту 1996. године, током испитивања у лету, F/A-18 E/F супер хорнет је показао неприхватљиву особину наглог сваљивања на крило. То нежељено нагло бочно ваљање се јавља на нападном углу од око 60°. Иако то не угрожава безбедност лета, појава пада на крило се јавља током брзог маневрисања са великим нормалним убрзањем „g“ и ограничава пилота у граничном маневрисању при праћењу противника и избегавању његових лансираних ракета. Проблем је био изузетно озбиљан и ограничавао је авион у суштинским борбеним могућностима. Током прве године испитивања у лету, феномен пада на крило, јављао се само на великим висинама, јер ограничења оптерећења на малим висинама су спречавала авион да постиже опсег великих нападних углова. Када је програмом испитивања на основу добијених резултата ограничено нормално убрзање „g“ на вредност 7,5, на свим висинама, у потпуности је лоциран проблем услова појаве пада авиона на крило. Та неприхватљива појава се дешавала на режимима лета са Маховим бројевима између 0,5 и 0,9 и то је била велика опасност да технички и политички пропадне програм F/A-18 E/F супер хорнет.
Свестрано је проблем истражен теоретском и аеротунелском симулацијом опструјавања крила и закључено је да несинхронизовано једно од полукрила нагло губи узгон током маневрисања. Различита решења су истражена за смањење разлике опструјавања ваздуха око левог и десног полукрила при оштром маневру авиона. Испробано је више решења, која су дала само делимична побољшања. Коначно, на основу свеобухватне детаљне анализе закључено је да су узроци екрани који преклапају пресек склапања крила. Они, уместо да буду глатки као што је оплата крила, требају да буду грубље перфорирани и да диктирано изазивају једновремено локално оцепљење ваздушних струјница на оба полукрила. Са тиме је разрешен проблем „пада на крило“ авиона, при оштром маневру.
Реализовано је 3.100 пробних летова у функцији испитивања у лету, у трајању од 4.600 часова. Супер хорнет је прошао морнаричка оперативна испитивања и позитивним извештајем је оцењен у 1999. години, а усвојен је за оперативну употребу у фебруару 2000.

### Производња
Благим темпом, почела је производња у марту 1997. године, а пуним, почетком септембра 1997.
Америчка ратна морнарица и његови партнери, обележили су у Боингу испоруку петстотог авиона Супер хорнет, 20. априла 2011. године.
До 15. јула 2014. године, Боинг и његови кооперанти су изградили и испоручили Америчкој ратној морнарици више од 487 примерака F/A-18E/F, на путу до циља програма од укупно планираних 563 авиона, саопштили су званични извори.

## Пројекат

### Преглед
Супер хорнет је углавном нови авион, у односу на претходника F/A-18 хорнет. Он је око 20% већи, 3.200 kg веће масе (празан), и 6.800 kg у максималној конфигурацији од претходног Хорнета. Носи 33% више унутрашњег горива, повећање опсега мисије за 41% и издржљивости од 50%. Маса празног Супер хорнета је око 5.000 kg мања од F-14 томкета, кога је заменио. На F/A-18E/F супер хорнет су два мотора F414, што је повећање снаге за 35% у односу на моторе F404-400, на F/A-18А/В.
Супер хорнет, за разлику од претходног Хорнета, пројектован је тако да може бити опремљен системом за пријем и испоруку горива у лету.

### Измене на змају авиона
Предњи део трупа је непромењен, али се остатак ваздухоплова F/A-18C/D разликује од претходног стандарда. Труп је продужен за 86 cm да би се направио простор за гориво и уградњу допунске опреме, а површина крила је повећана за 25%. Међутим, Супер хорнет има 42% мање делова структуре, од оригиналног пројекта Хорнета. Мотор Џенерал електрик F414, развијен је од Хорнетовог F404, има 35% додатни потисак на већини режима лета ваздухоплова. Супер хорнет може да се врати на носач авиона са већим оптерећењем од неутрошених горива и муниције од оригинала Хорнета. Супер хорнет се може вратити на носач са више од 4.100 kg горива.

Остале разлике укључују уградњу рампе за моторе и два помоћна носача спољних терета испод крила (укупно 11). Међу најзначајнијим аеродинамичким изменама су уградња „зуба“ на полукрилима и померање њихове нападне ивице унапред, што повећава укупну површину крила, неопходну због повећања масе авиона у односу на претходни Хорнет. „Зубови“ генеришу вртлоге на већим нападним угловима, што обезбеђује стабилан лет и у оштрим маневрима. Значајно је повећан критични нападни угао (преко 40°), до појаве „лома“ узгона. То смањује ризик нежељеног изласка из домена управљивог лета. 

### Мере за смањење уочљивости
Преживљавање је важна пројектна карактеристика Супер хорнета. Америчка ратна морнарица је заузела „уравнотежен прилаз“ према приоритету преживљавања у овом пројекту. То значи да није био приоритет, по сваку цену, примена технологије за малу уочљивост, односно невидљивост (енгл. stealth). Уместо тога, пројекат укључује комбинацију смањења одраза, напредним електронским бројним могућностима, смањење балистичке рањивости, употребу прикривеног оружја и иновативним тактичким прилазима, што укупно повећала сигурност ловца и посаде и то на приступачан начин.
Површина радарског пресека је знатно смањена под одређеним угловима зрачења, из предње и задње хемисфере. Пројекат усисника ваздуха, у мотор, смањује фронталну површину радарског попречног пресека авиона. Пројектом су усклађене водеће ивице усисника, тако да се распу радарски зраци у разним правцима. Статорске лопатице су структура на улазу у усисник, која својом рефлексијом преусмерава енергију радарског зрачења од рефлексије ротирајућих лопатица вентилатора.
Супер хорнет такође користи и „изрецканост“ ивица поклопаца и отвора на оплати, за расипање зрачења. Значајна пажња је посвећена уклањању или допуни непотребне површине придружене празнином и резонантним шупљинама. Користе се решетке за покривање различитих наставака издувних цеви и перфориране панеле који се користе за разбијање радарских таласа на фреквенцијама које се користе. Пажња је посвећена усклађивању многих ивица панела и ласерском прецизном обрадом површина у „дијамански облик“ да се усмерено распу рефлектовани радарски зраци. Примењени су разни премази за упијање радарских таласа. Површина радарског пресека ваздухоплова F/A-18E/F, значајно је смањена у одређеним угловима долазећег зрачења, углавном из предње и задње хемисфере. Из предње хемисфере, је 1,2 m², што је око два пута мање него за његовог претходника F/A-18С/D.
Пројекат радарског сегмента такође има низ техничких решења у циљу смањења уочљивости.

### Авионска опрема
У почетку, опрема и софтвер су били скоро истоветни за авионе F/A-18 E/F и F/A-18C/D, у нивоу око 90%. Разлике укључују кабински доњи предњи велики вишенаменски приказивач у боји са течним кристалом, осетљив на додир и приказивач за стање горива. Супер хорнет је са четвороструким дигиталним командама лета, као и дигиталним системом, који детектује и коригује управљање летом у случају оштећења у борби. Почетне варијанте производње користиле су радар APG-73, а касније је замењен са AN/APG-79, са антеном са активним електронским скенирањем (AESA). Супер хорнету су главни електро-оптички сензор AN/ASQ-228 ATFLIR (напредни софистицирани IC нишан) и ласерски означивач циља. Комуникацијска опрема се састоји од радија AN/ARC-210 VHF/UHF и малог обима терминала за брзо приказивање MIDS и слој везе (енгл. Link 16) SINCGARS.
Одбрамбене противмере авиона блока I укључују пријемник за радарско упозорење AN/ALR-67(V)3, диспанзер противмера AN/ALE-47, вучене мамце AN/ALE-50 и систем активне самозаштите ометањем (ASPJ) AN/ALQ-165. У авионима блока II замењени су ALQ-165 са новим системом одбрамбених противмера (IDECM) AN/ALQ-214, који се састоји од интерно уграђених пријемника претњи и ометача за самозаштиту. Старији ALE-50 мамци, замењени су вучним контејнером са мамцима ALE-55, који могу да преносу сигнале ометања на основу података добијених од IDECM. Побољшан ометач AN/ALQ-214, интегрисан је на авионе блока II.
Авиони из блока II, опремљени су радаром AN/APG-79 AESA, способним да извршавају симултано задатке напада ваздух-ваздух и ваздух-земља, високе резолуције и мапирања тла. Радар АЕСА такође може да открије мање циљеве, као што су долазне ракете и може пратити циљеве изван домета авионске ракете ваздух-ваздух. Супер хорнет је надограђен кацигом пилота са системом приказивача (ЈХМЦС), што је уведено у оперативну употребу 18. маја 2007. године. ЈХМЦС пружа вишенаменска безбедносна упозорења.

## Варијанте
- F/A-18E супер хорнет: једносед.
- F/A-18F супер хорнет: двосед.
- EA-18G гловер: Варијанта F/A-18F супер хорнет, за електронско ратовање.

## Оперативна историја

### Америчка ратна морнарица
Супер хорнети су остварили почетни оперативни капацитет у септембру 2001. године, у америчкој 115. морнаричкој ловачко-бомбардерској ескадрили, у Калифорнији. Такође, та јединица је прва користила своје Супер хорнете у борбеним дејствима. У Ираку су 6. новембра 2002. године, два Супер хорнета извршили удар на положаје ракетних система и једно командно место противваздухопловне одбране, у бункеру ваздухопловне базе.
У току рата у Ираку, два F/A-18E углавном су претходно били распоређени да остале борбене авионе допуњавају горивом, у току операција. Међутим, касније 6. априла 2005. године, авион из друге ескадриле F/A-18C је одбацио две ласерски вођене бомбе од 230 kg на непријатељске положаје, источно од Багдада.
F/A-18F супер хорнети су, 8. септембра 2006. године, са бомбама GBU-12 и GBU-38 дејствовали против талибанских бораца и њихових утврђења, западно и северозападно од Кандахара. Ово је био први пут да је јединица активно у борбеним дејствима учествовала Супер хорнетима.
Током 2006—2007. године, носач авиона Двајт Д. Ајзенхауер, подржао је операције у Ираку и операције изван обала Сомалије. Поред осталих и Супер хорнети су бацили 140 комада прецизног вођеног оружја. Супер хорнет може да користи и француски носач авиона Шарл де Гол.
Званично су Сједињене Америчке Државе објавиле, 7. августа 2014. године, да су овлашћени да покрену мисије бомбардовања исламских снага у северном Ираку. Рано 8. августа 2014. године, два Супер хорнета су полетела са ласерски вођеним бомбама на и одбацили су их на покретно артиљеријско оружје, које су милитанти користили за гранатирање курдских снага, бранитеља града. У току истог дана, још четири авиона, напало је конвој од седам возила.

### Краљевско аустралијско ратно ваздухопловство
Аустралијска влада је закључила уговор за куповину 24 авиона F/A-18F, 3. маја 2007. године, за потребе Краљевског аустралијског ратног ваздухопловства, као привремену замену за старе F-111 до сустизања F-35.
Аустралија је уговорила авионе из блока II, у пакету је укључено шест резервних мотора, уграђен радар је АAPG-79 AESA, повезан је на слој везе енгл. Link 16, интегрисане су вођене ракете LAU-127 и оптичка влакна АН / АЛЕ-55 за одвојено вучене мамце и друга опрема.
Осам аустралијских авиона F/A-18F, заједно са танкерима, авионом раног упозоравања и 400 особа ваздухопловних стручњака стигло је у Уједињене Арапске Емирате да учествују у операцијама, 24. септембра 2014. године, за неутралисање исламске државе. Званично су се ови авиони укључили у борбену мисију преко Ирака, 5. октобра 2014. године, у формацији два F/A-18F, наоружаним вођеним GPS бомбама и авион KC-30A цистерна горива. После извршеног патролирања, формација се безбедно вратила у базу, без напада циљева. Први напад на милитантски објектат у северном Ираку, Супер хорнет је извршио са две слободно падајуће бомбе, 8. октобра 2014. године.

## Корисници
- САД
  - Америчка ратна морнарица - 467 примерака Супер хорнета, укључујући и авионе за електронско ратовање, од 2012. године.[44] Америчка морнарица је закључила први уговор, за испоруку 210 примерака F/A-18 супер хорнета у периоду 2000—2004. година. У оквиру другог уговора достављано је 257 авиона, у периоду 2009—2011. године. Трећи уговор предвиђа испоруку 124 авиона са почетком 2013. године.
- Аустралија
  - Краљевско аустралијско ратно ваздухопловство - 24 примерака F/A-18F супер хорнета, од 2012. године. У 2012. години, Аустралија је почела преговоре са произвођачем авиона Боеинг око снабдевања додатном серијом од 24 авиона F/A-18F супер хорнет, тражили су понуду.[45] Разлог за то је кашњење са авионом F-35 лајтнинг II, па и као и одлагање Аустралијске куповине. До 2020. године, Аустралија планира конвентировати 12 ловаца F/A-18F супер хорнет у варијанту авиона за електронско ратовање,EA-18G гровлер.

### УчешћеF/A-18E/Fу индијском тендеруMMRCA
| Парам. / авиони                         | Рафал (авион)    | Јурофајтер                                         | F-16IN                    | F/A-18E/F                 | JAS 39 грипен | МиГ-35       |
| Слике                                   |                  |                                                    |                           |                           |               |              |
| Порекло                                 | Француска        | Њемачка · Италија · Шпанија · Уједињено Краљевство | Сједињене Америчке Државе | Сједињене Америчке Државе | Шведска       | Русија       |
| Дужина                                  | 15,3 m           | 15,96 m                                            | 15,03 m                   | 18,31 m                   | 14,10 m       | 17,30 m      |
| Размах крила                            | 10,90 m          | 10,95 m                                            | 10,00 m                   | 13,62 m                   | 8,40 m        | 12,00 m      |
| Површина крила                          | 46 m²            | 50,0 m²                                            | 27,9 m²                   | 46,5 m²                   | 30,0 m²       | 38,0 m²      |
| Маса (празан опремљен)                  | 9.060 kg         | 11.000 kg                                          | 9.979 kg                  | 14.552 kg                 | 7.100 kg      | 11.000 kg    |
| Мах маса у полетању                     | 24.500 kg        | 23.500 kg                                          | 21.800 kg                 | 29.937 kg                 | 14.300 kg     | 23.500 kg    |
| Маса унутрашњег горива                  | 4.700 kg         | 4.996 kg                                           | 3.265 kg                  | 6.780 kg                  | 3.360 kg      | 4.800 kg     |
| Спољна носивост                         | 9.500 kg         | 7.500 kg                                           | 7.800 kg                  | 8.050 kg                  | 5.300 kg      | 6.500 kg     |
| Спољне линије ношења                    | 14               | 13                                                 | 11                        | 11                        | 10            | 10           |
| Погон                                   | 2 × М88-2 снекма | 2 × Јуроџет ЕЈ200                                  | 1 × GE F110-132           | 2 × F414-GE-400           | 1 × GE F414G  | 2 × РД-33МКВ |
| Потисак без допунског сагоеравања (БДС) | 2 × 50,0 kN      | 2 × 60,0 kN                                        | 1 × 84,0 kN               | 2 × 62,3 kN               | 1 × 62,3 kN   | 2 × 53,0 kN  |
| Потисак са допунским сагоеравањем (СДС) | 2 × 75,0 kN      | 2 × 90,0 kN                                        | 1 × 144,0 kN              | 2 × 98,0 kN               | 1 × 98,0 kN   | 2 × 88,3 kN  |
| Мах Махов број                          | M=1,8+           | M=2,35                                             | M=2,0                     | M=1,8                     | M=2,0         | M=2,25       |
| Борбени радијус                         | 1.850 km         | 1.390 km                                           | 550 km                    | 722 km                    | 1.300 km      | 1.000 km     |
| Плафон лета                             | 17.000 m         | 19.812 m                                           | 18.000 m                  | 15.000 m                  | 15.240 m      | 17.500 m     |
| Успон                                   | 310 m/s          | 315 m/s                                            | 254 m/s                   | 228 m/s                   | 255 m/s       | 330 m/s      |
| Однос потисак / маса                    | 1,13             | 1,18                                               | 1,10                      | 0,93                      | 1,18          | 1,10         |
| Управљив вектор потиска                 | НЕ               | НЕ                                                 | НЕ                        | НЕ                        | НЕ            | ДА           |
| Антена са елект. скенирањем             | ДА               | НЕ                                                 | ДА                        | ДА                        | ДА            | ДА           |
| Цена                                    | 85-124 млн $     | 120 млн $                                          | 50,0 млн $                | 55,0 млн $                | 48,0 млн $    | 45,0 млн $   |

## Карактеристике[9][30][52][62]
Упоредни цртеж једноседа и двоседа Супер хорнета
| Опште - Посада: F/A-18E: 1 члан; F/A-18F: 2 члана - Дужина: – 18,31 m - Размах крила: 13,62 m - Висина: 4,88 m - Површина крила: 46,5 m² - Маса празне летилице: 14.552 kg - Маса у нормалном полетању: 21.320 kg - Максимална полетна маса: 29.937 kg - Погонска група: 2 × Џенерал Електрик GE F414-400 - Без допунског сагоријевања (БДС): 2 × 62 kN - Са допунским сагоријевањем (СДС): 2 × 98 kN - Капацитет унутрашњих резервоара: F/A-18Е: 6,530 kg - Капацитет спољашњих резервоара: 7,430 kg Перформансе - Максимална брзина: 1.900 (М = 1.8+) - Аеродинамички долет: 3.330 km - Практични долет: 2,346 km (са две ракете AIM-9 сајдвиндер) - Борбени радијус: 722 km - Плафон лета: >15,000 m - Специфично оптерећење крила: 453 - Потисак / Тежина: 0.93 - Пројектно нормално убрзање: 7,6 g Остало - Пасивна заштита: SUU-42A/A IC мамци и противрадарско замрачење са станиолским листићима, или - Активна заштита: Електронске контрамере (ECM), или - AN/ASQ-228 ATFLIR: Контејнери са обележивачем циљева, за навођење оружја, или - Подвесни резервоари: 3× 1.200 литара, или - Систем за допуњавањем горива у лету: Резервори (цистерна) 1× 1.200 литара и 4× 1.800 литара. | Наоружање - Топ: 1 × 20 mm, M61А1/А2 вулкан (енгл. M61А1/А2 Vulcan), бојеви комплет 578 граната - Спољни носачи: 11, укупне носивости од 8.050 kg - Ракете: - ваздух-ваздух - 4× AIM-9 сајдвиндер (енгл. AIM-9 Sidewinder) или 4× AIM-120 АМРААМ (енгл. ) и - 2× AIM-7 спароу (енгл. AIM-7F Sparrow) или 2× AIM-120 АМРААМ (енгл. ) - ваздух-земља - AGM-65 маверик (енгл. ) - AGM-84H/K - AGM-88 HARM (енгл. AGM-88 HARM) (против радарска) - AGM-154 JSOW - AGM-158 JASSM - Против бродске ракете - AGM-84 харпун (енгл. ) - LRASM - Бомбе - АГМ-154 - Павевај (енгл. ) - ЈДАМ (енгл. ) - Mk 80 серија (енгл. ) - CBU-78 гатор (енгл. ) - CBU-87 касетне (енгл. ) - CBU-97 касетне вођене (енгл. ) - Mk 20 кластер (енгл. ) Авионска опрема - Радар: APG-73 или APG-79 - Ометач (самозаштита): Нортроп Граман / ITT AN/ALE-165 или BAE систем AN/ALE-214 интегрисани одбрамбени систем електронских противмера - Вучени мамци: AN/ALE-50 или BAE систем AN/ALE-55 - Пријемник противрадарског упозорења: Нортроп Граман AN/ALR-67(V)3 - Примопредајник слој везе: MIDS LV или MIDS JTRS |